# Laura Harring
Laura Harring, all'anagrafe Laura Elena Herring Martínez (Los Mochis, 3 marzo 1964), è un'attrice messicana.
È principalmente famosa per aver lavorato nel film di David Lynch del 2001 Mulholland Drive, insieme a Naomi Watts e Justin Theroux.

## Biografia
Nasce a Los Mochis, nello stato di Sinaloa (Messico), il 3 marzo 1964 da María Elena Cairo Martínez, una psicoanalista e imprenditrice immobiliare messicana, e da Raymond Herring, un benestante contadino messicano figlio di un immigrato austriaco e di un'immigrata tedesca. I due divorziarono nel 1971. Laura visse i suoi primi dieci anni in Messico, prima che la sua famiglia si trasferisse in Texas. All'età di sedici anni andò a studiare in Svizzera nel prestigioso Aiglon College. Successivamente tornò in Texas ed entrò nel mondo dei concorsi di bellezza fino a vincere nel 1985 il titolo di Miss USA, per la prima volta assegnato ad un'ispanoamericana.
Laura trascorse l'anno seguente viaggiando per l'Asia e l'Europa e facendo volontariato in India. In Europa sposò, nel 1987 il conte Carl-Eduard von Bismarck, da cui divorziò nel 1989. Studiò teatro e recitazione alla London Academy of Performing Arts ed approfondì lo stile della commedia dell'arte italiana oltre ai balli latinoamericani, in particolare il tango argentino. Nel 2001 ha interpretato un ruolo da protagonista in Mulholland Drive di David Lynch. Nel 2003 ha avuto una parte in Mi casa, su casa con Barbara Eden. Nel 2004 è la moglie del personaggio di John Travolta nell'omonimo adattamento cinematografico del fumetto The Punisher, mentre nel 2006 ha avuto un ruolo in The Shield.

## Filmografia parziale

### Cinema
- Silent Night, Deadly Night 3: Better Watch Out!, regia di Monte Hellman (1989)
- The Forbidden Dance, regia di Greydon Clark (1990)
- Dead Women in Lingerie, regia di Erica Fox (1991)
- Exit to Eden, regia di Garry Marshall (1994)
- Black Scorpion II: Aftershock, regia di Jonathan Winfrey (1997)
- Hoover Park, regia di Rod S. Scott (1997)
- Little Nicky - Un diavolo a Manhattan (Little Nicky), regia di Steven Brill (2000)
- Final Playback, regia di Art Camacho (2001)
- Mulholland Drive (Mulholland Dr.), regia di David Lynch (2001)
- Rabbits, regia di David Lynch (2002)
- John Q, regia di Nick Cassavetes (2002)
- Derailed - Punto d'impatto (Derailed), regia di Bob Misiorowski (2002)
- Willard il paranoico (Willard), regia di Glen Morgan (2003)
- Mi casa, su casa, regia di Bryan Lewis (2003)
- The Poet, regia di Paul Hills (2003)
- The Punisher, regia di Jonathan Hensleigh (2004)
- All Souls Day, regia di Jeremy Kasten (2005)
- The King, regia di James Marsh (2005)
- Inland Empire - L'impero della mente (Inland Empire), regia di David Lynch (2006)
- Ghost Son, regia di Lamberto Bava (2007)
- Nancy Drew, regia di Andrew Fleming (2007)
- L'amore ai tempi del colera (Love in the Time of Cholera), regia di Mike Newell (2007)
- Drool, regia di Nancy Kissam (2009)
- Roma nuda, regia di Giuseppe Ferrara (2012) - proiezione privata a Roma[3]
- Return to Babylon, regia di Alex Monty Canawati (2013)
- Inside, regia di Miguel Ángel Vivas (2016)
- The Thinning, regia di Michael J. Gallagher (2016)
- Love Kills, regia di Felix Limardo (2016)
- Ice Scream, regia di Roberto De Feo e Vito Palumbo (2016) - cortometraggio
- Taco Shop, regia di Joaquin Perea (2018)
- The Thinning: New World Order, regia di Michael J. Gallagher (2018)
- Il padre della sposa - Matrimonio a Miami (Father of the Bride), regia di Gary Alazraki (2022)

### Televisione
- The Alamo: Thirteen Days to Glory, regia di Burt Kennedy – film TV (1987)
- Doppio gioco a Devil's Ridge (Desperado: Avalanche at Devil's Ridge), regia di Richard Compton – film TV (1988)
- General Hospital – serial TV, 12 puntate (1990-1991)
- Rio Diablo, regia di Rod Hardy – film TV (1993)
- Sunset Beach – serial TV, 141 puntate (1997)
- Frasier – serie TV, episodio 6x03 (1998)
- A Family in Crisis: The Elian Gonzales Story, regia di Christopher Leitch – film TV (2000)
- Black Scorpion – serie TV, episodio 1x06 (2001)
- Law & Order - Unità vittime speciali – serie TV, episodio 4x24 (2003)
- The Shield – serie TV, 8 episodi (2006)
- Gossip Girl – serie TV, 5 episodi (2009-2010)
- NCIS: Los Angeles (2012-2019) - serie TV

## Doppiatrici italiane
Nelle versioni in italiano delle opere in cui ha recitato, Laura Harring è stata doppiata da:
- Alessandra Cassioli in Law & Order - Unità vittime speciali, NCIS: Los Angeles
- Antonella Rinaldi in Gossip Girl
- Sabrina Duranti in The Shield
- Francesca Guadagno in L'amore ai tempi del colera
- Alessandra Korompay in Frasier
- Laura Boccanera in Nancy Drew
- Emanuela Rossi in Ghost Son
- Isabella Pasanisi in The Punisher
- Roberta Pellini in Derailed - Punto d'impatto
- Pinella Dragani in John Q.
- Chiara Colizzi in Mulholland Drive